# Gräsvattnet, Hälsingland
Gräsvattnet är en sjö i Härjedalens kommun och Ljusdals kommun i Hälsingland och ingår i Ljusnans huvudavrinningsområde. Sjön är 10,3 meter djup, har en yta på 0,47 kvadratkilometer och är belägen 392 meter över havet.

## Delavrinningsområde
Gräsvattnet ingår i det delavrinningsområde (685552-145388) som SMHI kallar för Utloppet av Gräsvattnet. Medelhöjden är 442 meter över havet och ytan är 10,01 kvadratkilometer. Det finns inga avrinningsområden uppströms utan avrinningsområdet är högsta punkten. Vattendraget som avvattnar avrinningsområdet har biflödesordning 4, vilket innebär att vattnet flödar genom totalt 4 vattendrag innan det når havet efter 204 kilometer. Avrinningsområdet består mestadels av skog (88 procent). Avrinningsområdet har 0,81 kvadratkilometer vattenytor vilket ger det en sjöprocent på 8,1 procent.